# Vino (Grosuplje)
Vino (Duits: Vinu) is een plaats in Slovenië en maakt deel uit van de gemeente Grosuplje in de NUTS-3-regio Osrednjeslovenska. De plaats telde 159 inwoners op 1 januari 2020.